# Долан, Брук
Брук Долан (англ. Brooke Dolan II, 1908 — умер в 1945 году) — сотрудник Академии Естественных Наук Филадельфии. Возглавил две экспедиции к восточным границам Тибета в 1931 году и 1934—1935 годах. В первой принимали участие Эрнст Шефер, немецкий зоолог, Gordon Bowles, Otto Gaiser и Хуго Вейгольд.
В октябре 1942 года вместе с офицером армии США Ильей Толстым добрался до Лхасы в составе стратиграфической экспедиции и встретился с молодым Далай-ламой XIV.